# Кологрив
Кологрив (на руски: Кологрив) е град в Русия, административен център на Кологривски район, Костромска област. Населението на града към 1 януари 2018 е 2955 души.